# Federico Méndez
Federico Eduardo Méndez Azpillaga (Mendoza, 2 agosto 1972) è un ex rugbista a 15, allenatore di rugby a 15 e imprenditore argentino.

## Biografia
Cresciuto, anche rugbisticamente, a Mendoza, nel cui locale Rugby Club iniziò a giocare, Federico Méndez esordì giovanissimo in Nazionale argentina, il 27 ottobre 1990 a Lansdowne Road contro l'Irlanda; la settimana seguente, a Twickenham, divenne internazionalmente famoso per avere mandato al tappeto il seconda linea inglese Paul Ackford, di 14 anni più anziano di lui; dopo una mischia, in cui Jeff Probyn schiacciò a terra la faccia di Méndez, questi, rialzatosi, se la prese con il primo inglese che gli si parò davanti; per ventura fu Ackford, che ricevette un diretto al mento che lo stese e ne provocò l'abbandono del campo; espulso, Méndez rimediò una squalifica internazionale di quattro settimane, mentre l'Argentina uscì dal campo sconfitta per 0-51.
Anni dopo Ackford, all'epoca agente di polizia e in seguito divenuto giornalista, incontrando per lavoro Méndez nel ritiro argentino durante un tour dell'Inghilterra in Sudamerica, raccontò l'accaduto a modo suo: «Non mi accorsi di nulla, solo del colpo preso. Bel colpo, peraltro… lo rividi in TV e l'unica cosa che dissi fu: ouch! […] non porto rancore per il fatto, non fu colpa di Méndez».
Meno di un anno dopo il pugno di Twickenham Méndez fu convocato per la Coppa del Mondo di rugby 1991 che si tenne proprio in Inghilterra, e disputò due incontri, con Australia e Galles; anche quattro anni dopo, nella Coppa del 1995 in Sudafrica, fu presente nella formazione titolare, con tre incontri (tre sconfitte contro, ancora, Inghilterra, poi Figi e Italia).
Divenne professionista subito dopo la Coppa del Mondo, e si trasferì in Sudafrica nei Natal Sharks, con cui in due stagioni vinse due Currie Cup consecutive; poi affrontò il rugby europeo: nel 1997 firmò un contratto di un anno con il Bath, con cui al termine della stagione si laureò campione continentale; nel biennio successivo rimase in Inghilterra, al Northampton, con cui nel 1999-2000 vinse la sua seconda Heineken Cup, con due club diversi; infortunatosi al tendine d'Achille nel luglio 1999, tuttavia, non poté partecipare alla Coppa del Mondo in Galles.
All'attivo di Méndez, in tale periodo, anche un incontro nel club a inviti dei Barbarians, nel febbraio 1997, contro il Leicester.
Nel biennio 2000-2002 militò nel Bègles-Bordeaux e di nuovo in Sudafrica nei Natal Sharks, prima di tornare al Mendoza Rugby Club; nel 2005 ebbe un'ulteriore esperienza professionistica nel rugby sudafricano, nel Western Province, ma dovette smettere di giocare a causa di un infortunio al collo; in precedenza era stato convocato per la Coppa del Mondo di rugby 2003 in Australia, a otto anni dalla sua ultima rassegna mondiale, e aveva disputato il suo ultimo test match internazionale a Buenos Aires nel giugno 2005 contro i British Lions.
Dopo il ritiro ha alternato l'attività di imprenditore (gestisce un'attività di import-export di vini) a quella di allenatore: dal 2005 tecnico del Mendoza Rugby Club, dal 2009 è stato anche designato nello staff degli allenatori della rappresentativa provinciale di Cuyo e Mendoza, che partecipa al Campionato Argentino.

## Palmarès
- Campionati sudamericani: 4
Argentina: 1991, 1995, 2002, 2004
- Currie Cup: 2
Natal Sharks: 1995, 1996
- Heineken Cup: 2
Bath: 1997-98;
Northampton: 1999-2000